# 傑米夫卡 (切梅里夫齊區)
48°9′36″N 29°34′19″E / 48.16000°N 29.57194°E
傑米夫卡（烏克蘭語：Демівка）是位於烏克蘭西部赫梅利尼茨基州裏卡緬涅茨-波多利斯基區的村莊，始建於1610年，面積4平方公里，2001年人口1,785，人口密度每平方公里446.25人。